# Pura (Szwajcaria)
Pura (lmo. Püria, niem. Purren) – miejscowość i gmina w południowej Szwajcarii, w kantonie Ticino, w okręgu (distretto) Lugano, w powiecie (circolo) Magliasina. Leży nad rzeką Magliasina.

## Demografia
W Pura mieszkają 1 363 osoby. W 2021 roku 20,6% populacji gminy stanowiły osoby urodzone poza Szwajcarią. 